# James Grady
James Grady (ur. 30 kwietnia 1949 w Shelby) – amerykański pisarz i dziennikarz śledczy.

## Życiorys
W młodości przez pewien czas był pracownikiem fizycznym, zatrudniając się m.in. jako grabarz, traktorzysta, robotnik rolny i stróż. W 1974 ukończył studia z zakresu dziennikarstwa na University of Montana; następnie został dziennikarzem, zajmując się  również dziennikarstwem śledczym. Jako publicysta współpracował z takimi tytułami jak „The Washington Post”, „Washingtonian”, „American Film”, „The New Republic”, „Sport”, „Parade”, „Journal of Asian Martial Arts” i „Slate”.
W wieku 25 lat wydał Sześć dni Kondora, thriller polityczny, który przyniósł mu popularność. Książka ta stała się podstawą scenariusza wyreżyserowanego w 1975 przez Sydneya Pollacka filmu Trzy dni Kondora, w którym wystąpili Robert Redford i Faye Dunaway. Pisze głównie powieści, ale także opowiadania i scenariusze.
Od 1985 jest żonaty z Bonnie Goldstein.

## Powieści
- Six Days of the Condor
- Shadow of the Condor
- The Great Pebble Affair
- Catch the Wind
- Razor Game
- Just a Shot Away
- Steeltown
- Runner in the Street
- Hard Bargains
- River of Darkness
- Thunder
- White Flame
- City of Shadows
- Mad Dogs
- Last Days of the Condor
- Next Day of the Condor